# Готски алфабет
Готско писмо, понекад називан готска абецеда или готски алфабет, је алфабетско писмо које је у 4. веку изумио готски хришћански свештеник Вулфила како би олакшао превод Новог завета на готски језик.
Готско писмо у суштини представља унцијални облик грчког алфабета, коме је Булфила додао латинско слово F и два рунска слова, како би га што лакше прилагодио готском језику. Користило се од 350. године до 600. године.
Не сме се мешати за много познатијим грчким писмом (gotica) развијеним у средњовековној Немачкој.